# 穆阿羅占碑寺廟群
1°28′S 103°33′E / 1.467°S 103.550°E
穆阿羅占碑寺廟群為位於印度尼西亚蘇門答臘島上，占碑省省會占碑附近的寺廟建築群，其沿著巴塘哈里河河畔綿延約7.5公里，經考證為7世紀至14世紀古國末罗瑜至三佛齐時期的建築。該地點在叢林中荒廢數世紀，於1824年被荷蘭探險隊發現，1975年起進行有系統的考古研究，2009年列為印度尼西亞世界遺產預備名單。

## 簡介
穆阿羅占碑寺廟群在占碑東北方30公里處，經考證這些建築建於7世紀至14世紀之間，歷經古國末罗瑜至三佛齐時期，當時此處為宗教與教育中心。占碑為三佛齐的都城，1377年被满者伯夷圍攻後該城被摧毀，三佛齊滅亡。之後穆阿羅占碑寺廟群被遺棄於叢林中數個世紀，直到1824年才被荷蘭探險隊發現，從1975年起對穆阿羅占碑寺廟群進行有系統的考古研究。
穆阿羅占碑寺廟群範圍界於南緯1度24分至1度33分、東經103度22分至103度45分之間，面積2,062公頃。建築混合佛教與印度教風格。區內有82座磚造的古建築，其中有7座建築已受到國家保護，包括甘榜（Gumpung）禪邸、高禪邸一號（Tinggi I）、高禪邸二號（Tinggi II）、雙岩（Kembar Batu）禪邸、阿斯塔諾（Astano）禪邸、格東一號與二號（Gedong I & II）禪邸，以及凱達頓（Kedaton）禪邸。該地點於2009年以符合世界遺產(ii)、(iii)、(iv)三項標準，因而列為印度尼西亞世界遺產預備名單。

印度尼西亞考古學家協會主席朱努斯·薩特里奧·阿特莫喬（Junus Satrio Atmodjo）表示穆阿羅占碑寺廟群遺跡仍持續遭受破壞的威脅，因當地有許多工廠位於遺跡的附近，部分工程施工時挖到埋在地底下的遺址，他呼籲政府應更重視古蹟的保護工作。

## 圖集

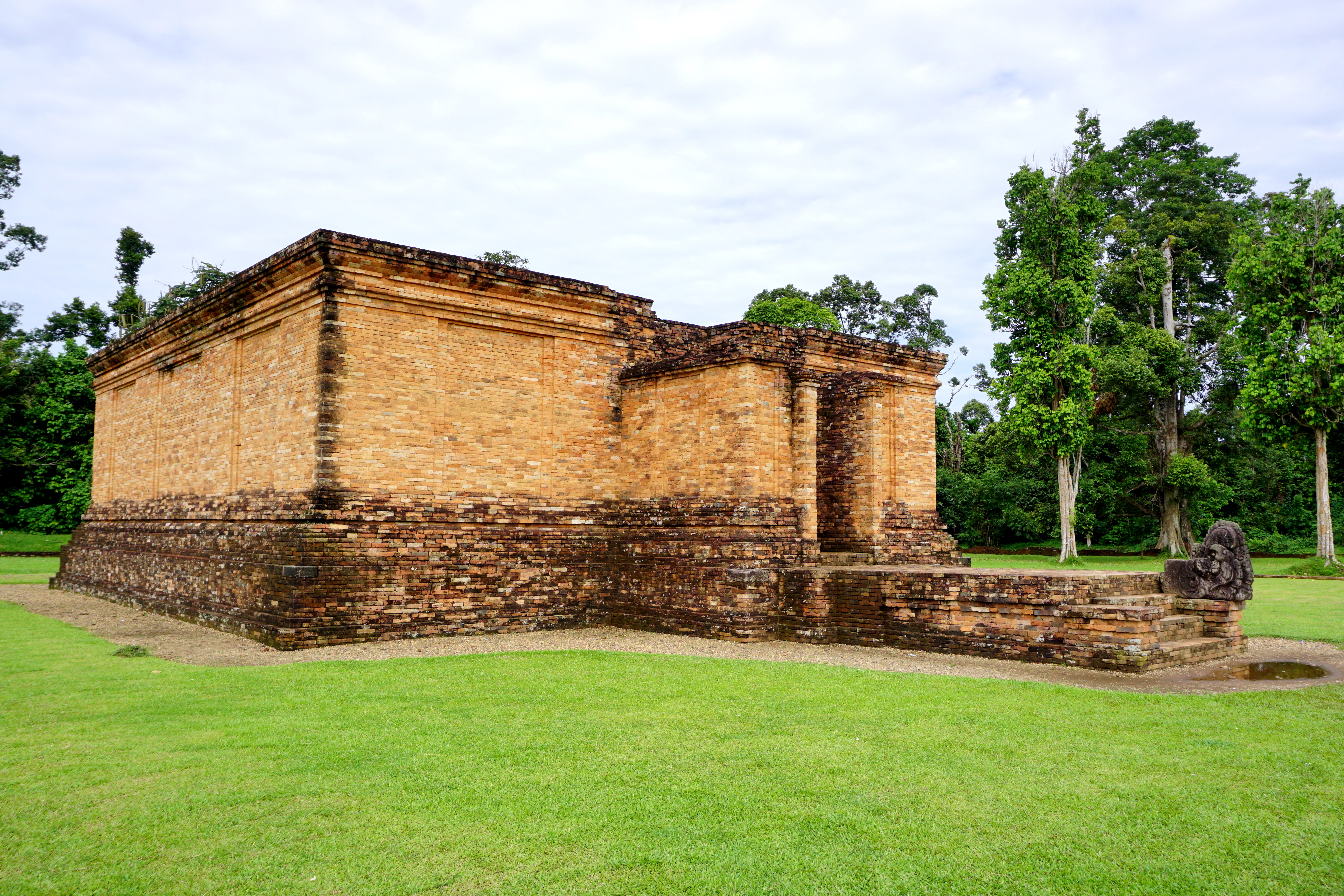
甘榜禪邸
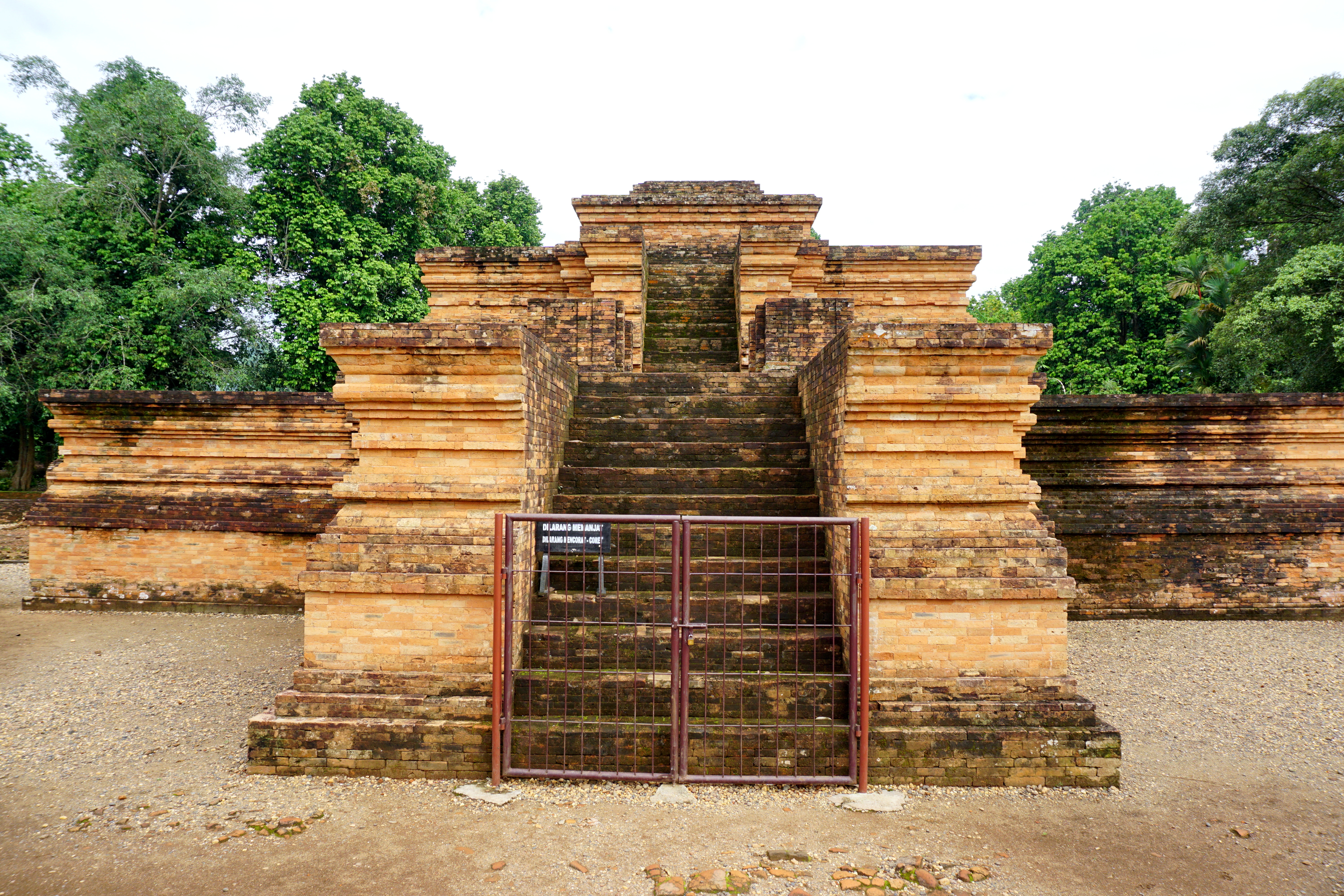
高禪邸二號
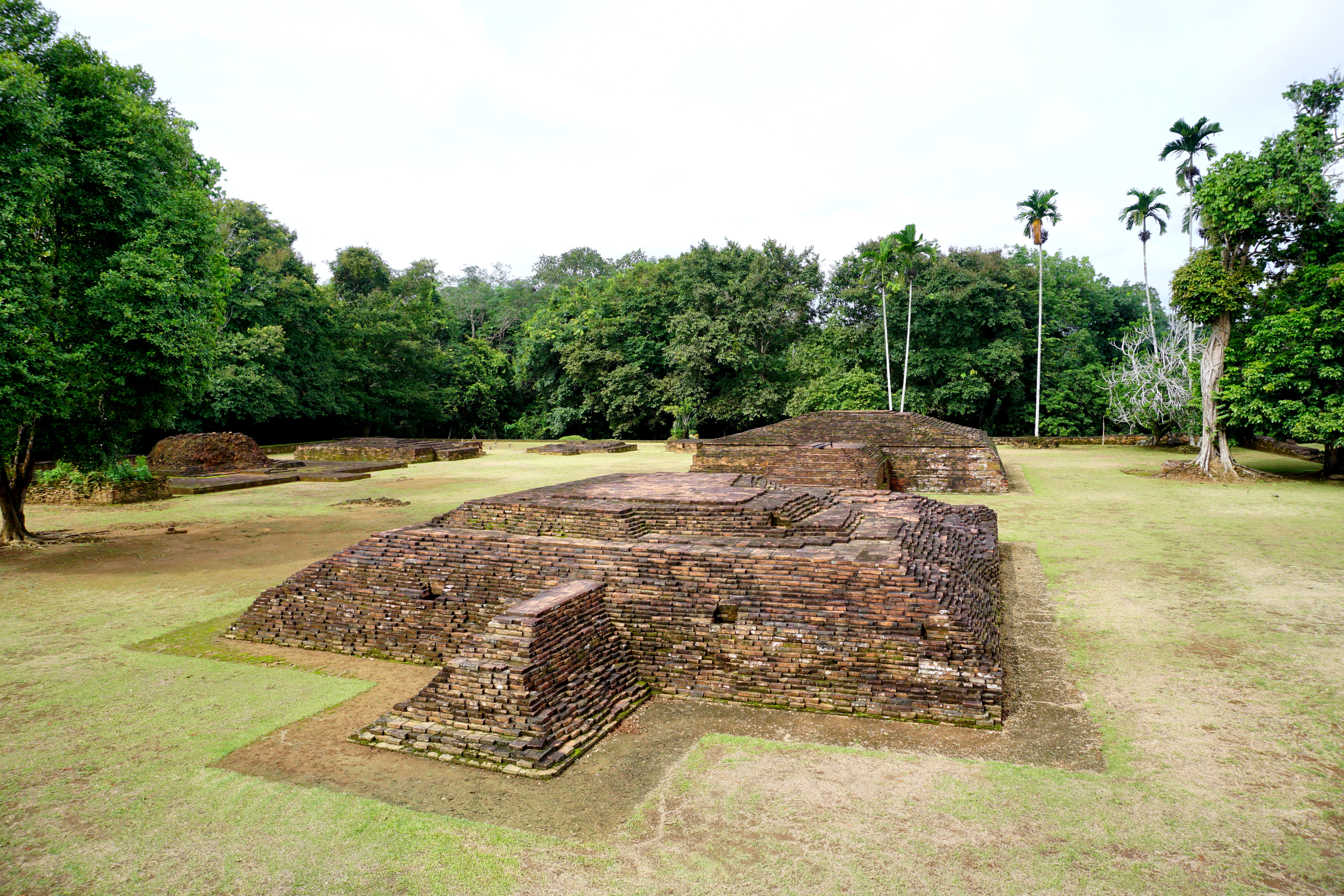
雙岩禪邸
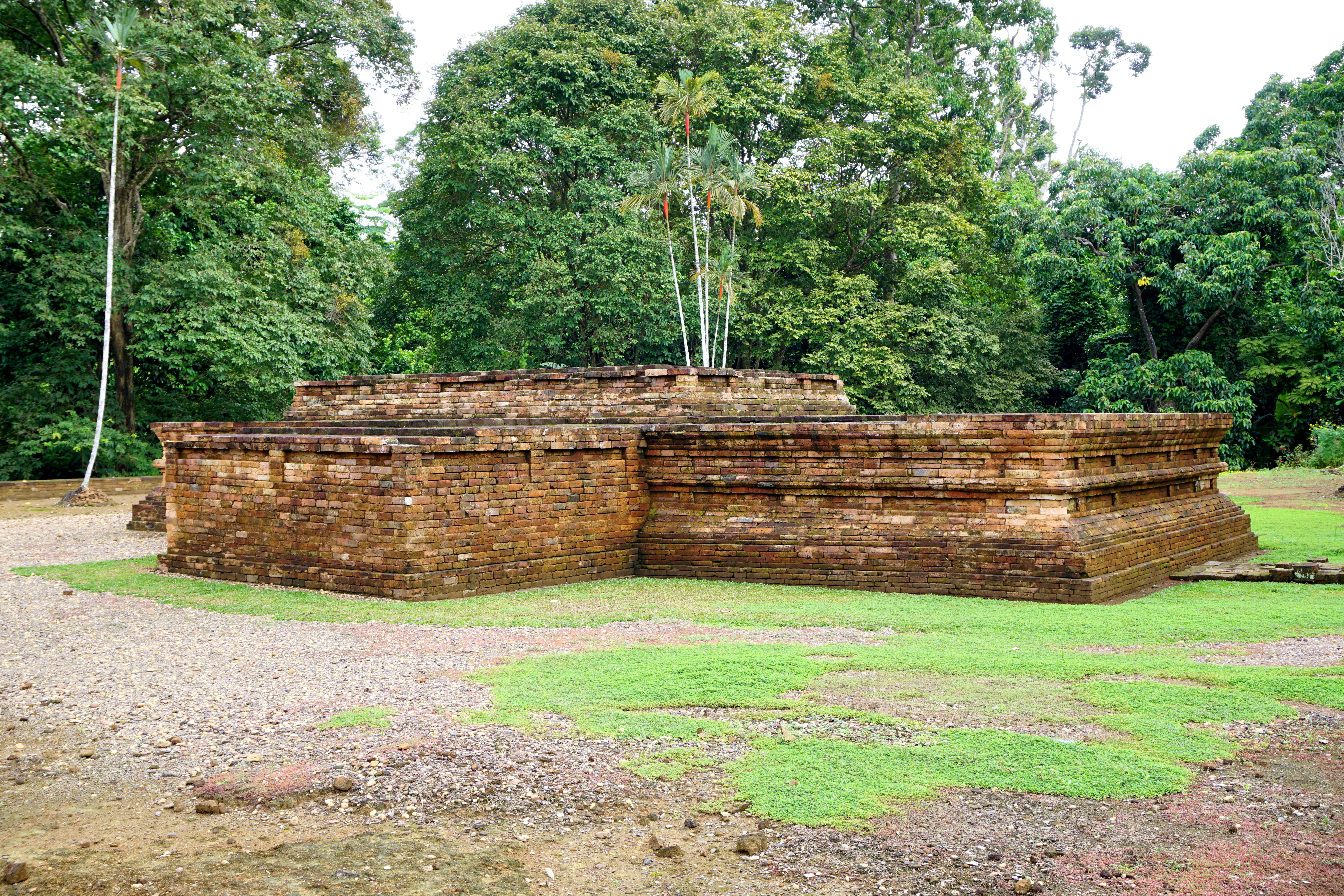
阿斯塔諾禪邸
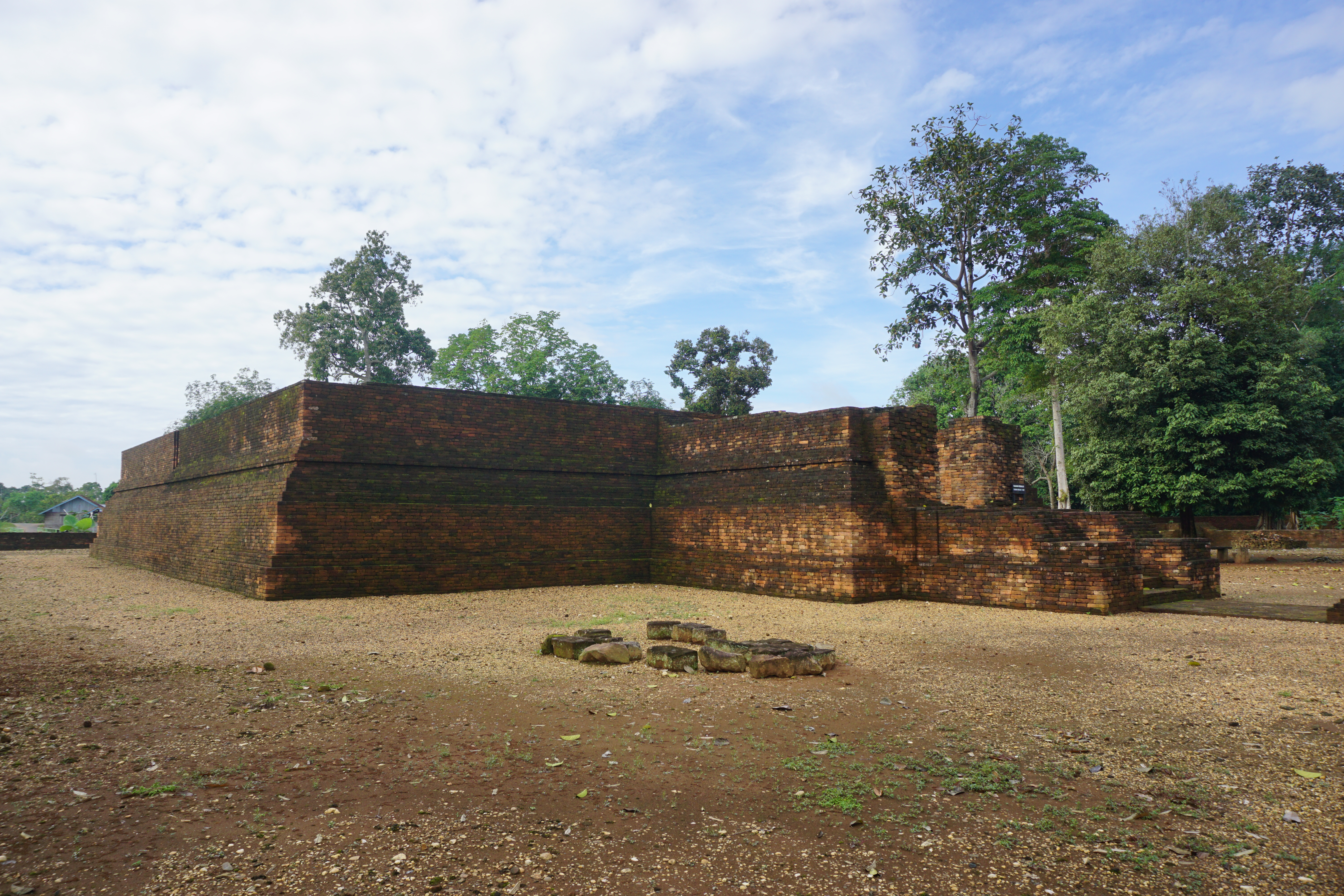
凱達頓禪邸